# Echinoaesalus hidakai
Echinoaesalus hidakai là một loài bọ cánh cứng trong họ Lucanidae. Loài này được Araya Kon & Johki mô tả khoa học năm 1993.